# 平安 (名古屋市)
平安（へいあん）は、愛知県名古屋市北区の地名。現行行政地名は平安一丁目と平安二丁目。住居表示実施。

## 地理
名古屋市北区の南東部に位置し、南に大曽根、北西に御成通、北に八龍町と山田西町と上飯田南町、東に山田、西に彩紅橋通と平安通と接する。

## 歴史

### 沿革
- 2004年度（平成16年度） - 大曽根地区で土地区画整理事業換地処分
- 2004年（平成16年）11月20日 - 以下の通り、北区平安一〜二丁目が成立[1]。
  - 平安一丁目 - 北区彩紅橋通1〜2丁目・東大曽根町上1〜4丁目・古径町・平安通1〜4丁目の各一部
  - 平安二丁目 - 北区御成通1〜2丁目・上飯田南町5丁目・指金町・平安通1〜4丁目・報徳町・山田町1丁目・山田西町2丁目の各一部

## 世帯数と人口
2019年（平成31年）1月1日現在の世帯数と人口は以下の通りである。
| 丁目       | 世帯数    | 人口    |
| ---------- | --------- | ------- |
| 平安一丁目 | 504世帯   | 807人   |
| 平安二丁目 | 1,262世帯 | 2,281人 |
| 計         | 1,766世帯 | 3,088人 |

### 人口の変遷
国勢調査による人口の推移
| 2005年（平成17年） | 2,997人 | [ 7 ] |  |
| 2010年（平成22年） | 3,074人 | [ 8 ] |  |
| 2015年（平成27年） | 3,097人 | [ 9 ] |  |

## 学区
市立小・中学校に通う場合、学校等は以下の通りとなる。また、公立高等学校に通う場合の学区は以下の通りとなる。
| 丁目       | 番・番地等 | 小学校               | 中学校                 | 高等学校 |
| ---------- | ---------- | -------------------- | ---------------------- | -------- |
| 平安一丁目 | 全域       | 名古屋市立飯田小学校 | 名古屋市立大曽根中学校 | 尾張学区 |
| 平安二丁目 | 全域       | 名古屋市立飯田小学校 | 名古屋市立大曽根中学校 | 尾張学区 |

## 施設

### 平安一丁目
- 名古屋平安通郵便局

### 平安二丁目
- 名古屋市立飯田小学校
- NITTOH本社
- 名古屋産業大学サテライトキャンパス
- 名古屋ウェディング&フラワー・ビューティ学院
- あいち銀行大曽根支店

## 交通
- 名古屋市道名古屋環状線